# Circondario di Avezzano
Il circondario di Avezzano era uno dei circondari in cui era suddivisa la provincia di Aquila degli Abruzzi.

## Storia
Con l'Unità d'Italia, formalmente proclamata nel 1861, la suddivisione in province e circondari stabilita dal Decreto Rattazzi fu estesa all'intera Penisola.
Nel 1926 vennero assegnati al circondario i comuni di Borgocollefegato e Pescorocchiano, già appartenenti al soppresso circondario di Cittaducale.
Il circondario di Avezzano venne soppresso nel 1927 come tutti i restanti circondari italiani ancora operativi. Il territorio dell'ex circondario fece capo sempre alla provincia di Aquila degli Abruzzi, ad eccezione di Borgocollefegato e Pescorocchiano che dallo stesso anno furono inclusi nella nuova provincia di Rieti.

## Geografia antropica

### Suddivisioni amministrative

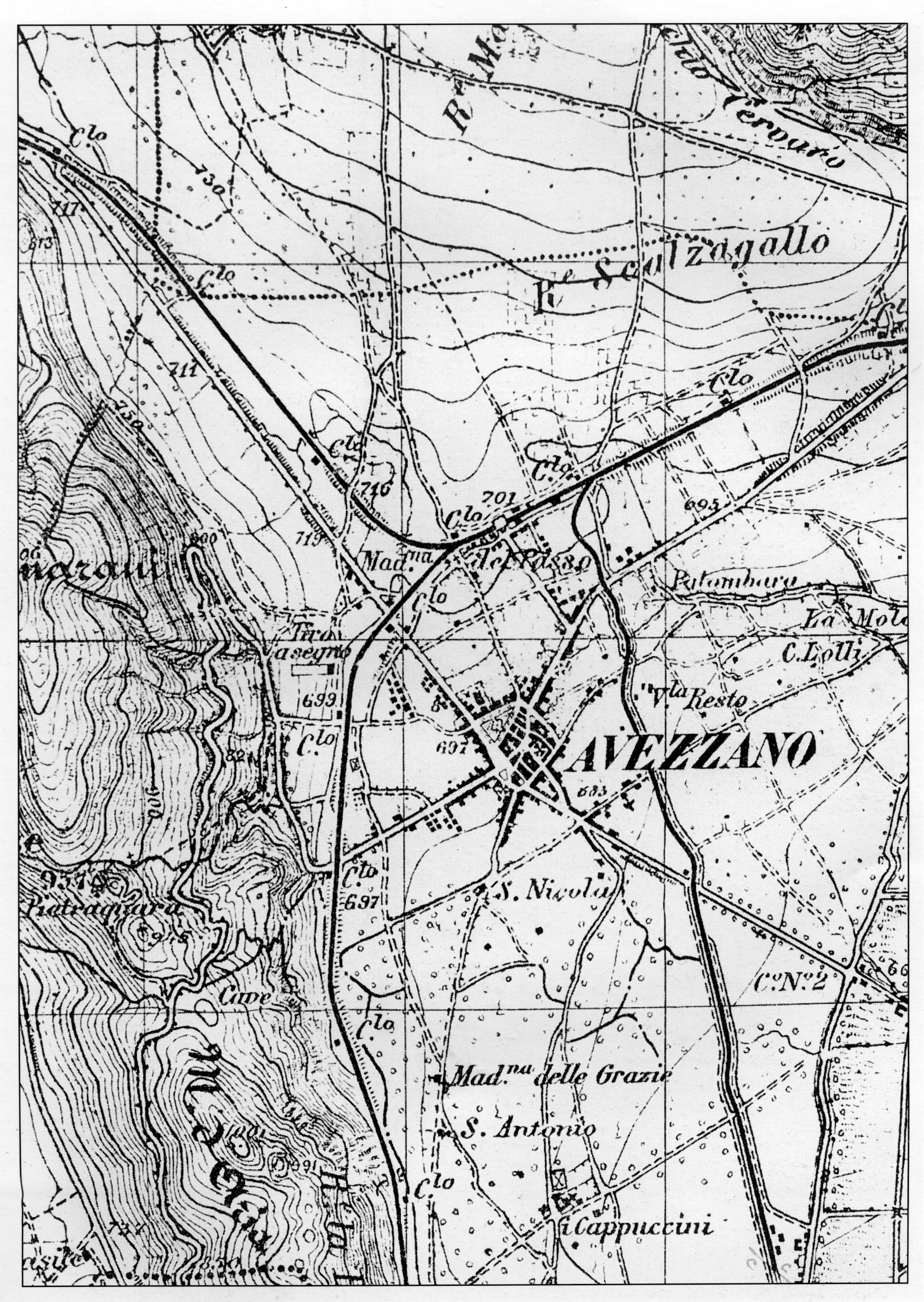
Avezzano in una carta del 1907

La composizione del circondario era la seguente:
- Mandamento di Avezzano con i comuni di Avezzano, Capistrello, Magliano de' Marsi, Massa d'Albe e Scurcola Marsicana;
- Mandamento di Borgocollefegato/Borgorose (dal 1926) con i comuni di Borgocollefegato e Pescorocchiano;
- Mandamento di Carsoli con i comuni di Carsoli, Pereto, Oricola e Rocca di Botte;
- Mandamento di Celano con i comuni di Celano, Aielli e Ovindoli;
- Mandamento di Civitella Roveto[6] con i comuni di Civitella Roveto, Canistro, Balsorano, Civita d'Antino, Morino e San Vincenzo Valle Roveto;
- Mandamento di Gioia dei Marsi con i comuni di Gioia dei Marsi, Ortucchio, Lecce nei Marsi, Pescasseroli, Opi, Collelongo e Villavallelonga;
- Mandamento di Pescina con i comuni di Pescina (inclusa la frazione di San Benedetto dei Marsi), Collarmele, Cerchio, Ortona dei Marsi, Bisegna e Cocullo;
- Mandamento di Tagliacozzo con i comuni di Tagliacozzo, Sante Marie, Cappadocia e Castellafiume;
- Mandamento di Trasacco con i comuni di Trasacco e Luco dei Marsi.